# Звейниекс, Альбертс
Альбертс Звейниекс (латыш. Alberts Zvejnieks, 28 декабря 1902, Двинск, Витебская губерния — 30 ноября 1987) — латвийский борец греко-римского стиля, призёр чемпионатов Европы.

## Биография
Родился в 1902 году в Двинске. В 1928 году принял участие в Олимпийских играх в Амстердаме, но неудачно.[уточнить] В 1934 и 1945 годах становился бронзовым призёром чемпионата Европы. В 1936 году принял участие в Олимпийских играх в Берлине, но неудачно.[уточнить]